# كفر الصهبي
كفر الصهبي إحدى قرى مركز شبين القناطر التابع لمحافظة القليوبية بجمهورية مصر العربية.

## السكان
بلغ عدد سكان كفر الصهبي 6,473 نسمة، حسب الإحصاء الرسمي لعام 2006.